# Cappella Theodoli (Santa Maria del Popolo)
La Cappella Theodoli o Cappella di Santa Caterina «del Calice» nella Basilica di Santa Maria del Popolo a Roma è un importante monumento del manierismo romano. Sebbene meno conosciuto di alcune delle altre cappelle laterali della stessa chiesa, è un'opera importante nell'opera di Giulio Mazzoni. La cappella si apre all'estremità del braccio sinistro del transetto accanto alla famosa Cappella Cerasi.

## Storia

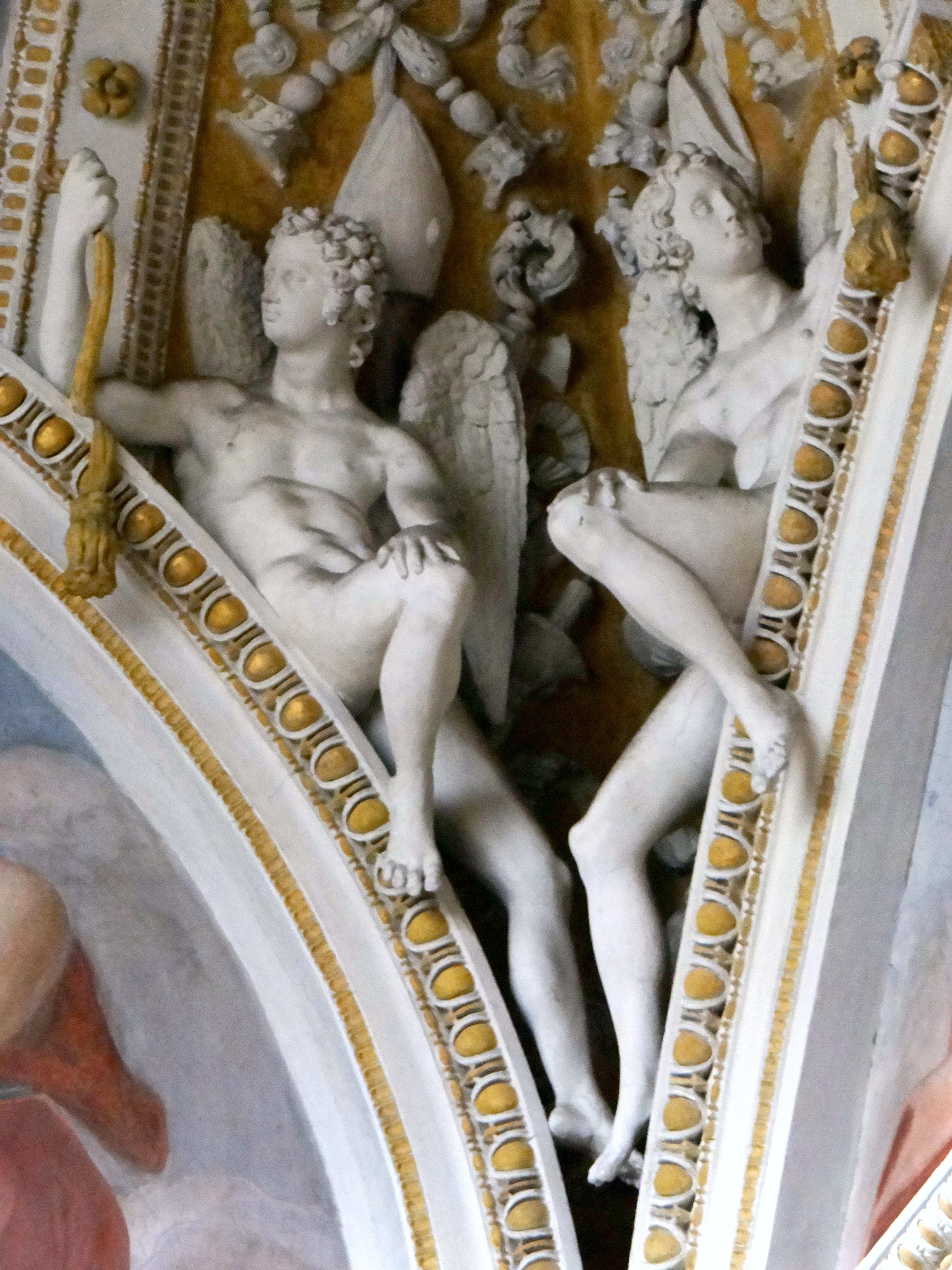
Angeli in stucco nell'angolo del soffitto con i simboli dell'autorità episcopale sullo sfondo.

La costruzione della cappella coincide con il rinnovamento dell'intero edificio a metà del XVI secolo. Il 10 dicembre 1552 il vicario generale della Congregazione lombarda concesse agli agostiniani di assegnare due cappelle vuote ai nuovi possessori: una di esse si trovava "apud cappella Fusari vulgariter nuncupata la Madonina" ("dalla Cappella Foscari, comunemente chiamata la Madonnina") ed era stato richiesto da Traiano Alicorni, un nobile milanese e apostolico protonotario.
Il 27 giugno 1553 la cappella fu concessa ad Alicorni e dedicata nuovamente ai santi Lucia, Nazarius e Celso. La dedizione ai più importanti martiri di Milano è facilmente spiegabile dalle origini della famiglia Alicorni. Dopo la morte di Traiano Alicorni la proprietà fu ereditata dai suoi figli, Fausto e Giovanni Battista. Quest'ultimo rinunciò ai suoi diritti l'11 luglio 1569 a favore di suo fratello che iniziò a costruire una tomba in memoria del padre. Presto, tuttavia, la cappella fu restituita agli Agostiniani, che la assegnarono a Girolamo Teodoli, vescovo titolare di Cadice, il 24 dicembre 1569.
Le due famiglie erano collegate da interessi e radici comuni nella città di Forlì. Il nuovo proprietario assunse lo stesso artista, Giulio Mazzoni di Piacenza, che era già stato affidato dagli Alicorni, e mantenne la dedica originale della cappella con l'aggiunta dei Santi Girolamo, Caterina e Giovanni Battista.
I lavori sulla decorazione interna erano già stati avviati da Traiano Alicorni, che commissionò a Giulio Mazzoni un contratto datato 15 ottobre 1555. L'artista assunse l'incarico per la considerevole somma di 800 scudi e si impegnò a finirlo entro due anni. Ci stava ancora lavorando dieci anni dopo. In precedenza la Cappella di Teodoli era ritenuta un'opera tardiva di Mazzoni, ma ciò è stato smentito dalla scoperta del contratto.
I temi iconografici dei dipinti aiutano a differenziare le due commissioni: la volta è stata certamente dipinta durante la proprietà della famiglia Alicorni, tutto nelle regioni inferiori e la statua in marmo di Santa Caterina appartengono alla fase di Teodoli, mentre la pertinenza delle lunette dipende dalla loro interpretazione.

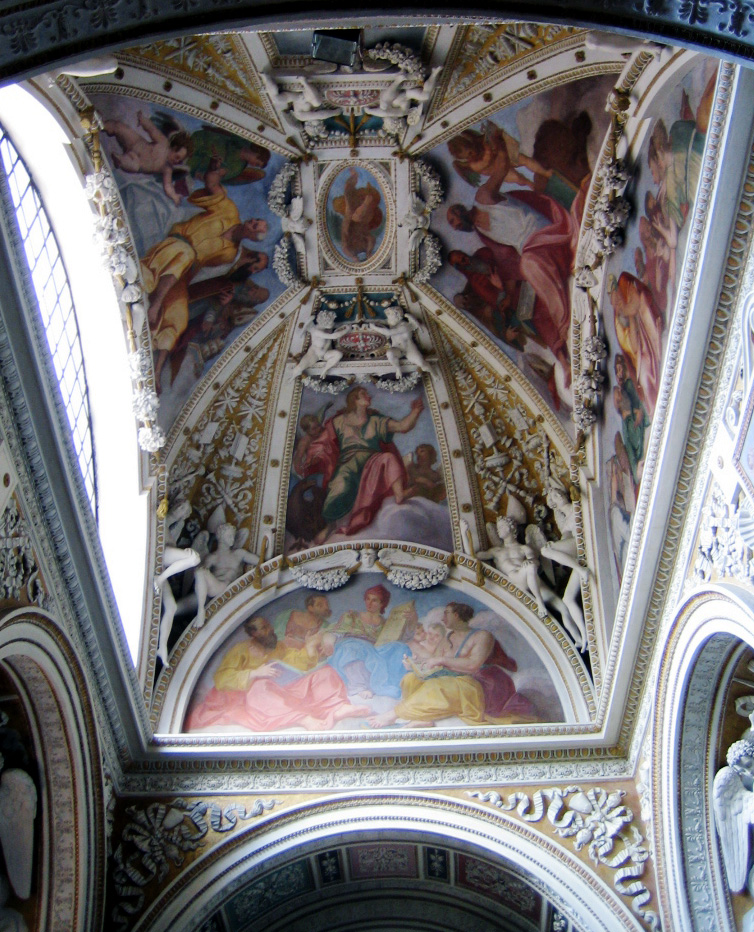
I dipinti della volta

In origine la cappella era chiamata Santa Caterina «del Calice» o «del Cadice» per distinguerla dalla Cappella di Santa Caterina «del Portogallo» nella navata destra. Ci sono calici in stucco con nastri e vasi sui pennacchi e la statua di Santa Caterina reggeva un calice antico almeno fino al primo quarto del XVIII secolo (mancava definitivamente al momento della visita apostolica nel 1824 e successivamente sostituita da una palma di bronzo). Il simbolo del calice alludeva alla città di Cadice e al vescovato - sebbene si possa notare che Girolamo Teodoli non mise mai piede in Spagna. Nel 1564 fu costretto a dimettersi perché la sua lunga assenza rese insostenibile la sua posizione, ma allo stesso tempo ottenne un generoso reddito annuo di 3000 scudi. Ciò certamente lo aiutò ad acquisire e decorare una cappella nella prestigiosa basilica di Santa Maria del Popolo qualche anno dopo.
La scelta di Santa Caterina come principale patrono della cappella può essere in parte spiegata dal fatto che è stata onorata come santa di famiglia tra i Teodoli. Era anche l'omonimo della madre del vescovo, Catarina Bezzi. (Anche gli altri due santi patroni erano omonimi, Girolamo per lo stesso vescovo, Giovanni Battista per suo zio, il vescovo Giovanni Ruffo Theodoli e il suo erede designato, Giovanni Teodoli. Anche come nuovi arrivati a Roma, i Teodoli "dovevano migliorare la loro storia per competere con l'antica nobiltà romana. [...] Mentre Santa Caterina rappresenta la saggezza cristiana informata e la forza della virtù contro ogni eresia, così anche i Teodoli [...] si collegano a queste idee", sostiene Cynthia Stollhans.
Il completamento della Cappella di Teodoli potrebbe essere collocato intorno al 1575 perché Mazzoni tornò a Piacenza l'anno successivo. La cappella fu ristrutturata dal Marchese Girolamo Theodoli circa 150 anni dopo. Il grande cartiglio in stucco sopra l'arco d'ingresso con lo stemma della famiglia Teodoli appartiene probabilmente a questa fase. I dipinti furono restaurati e aggiornati da Giacomo Triga, pittore di corte del Marchese. La ridecorazione del XVIII secolo è probabilmente legata all'Anno Giubilare del 1725, ma l'intervento non ha modificato in modo significativo l'aspetto della cappella del XVI secolo.

## Descrizione

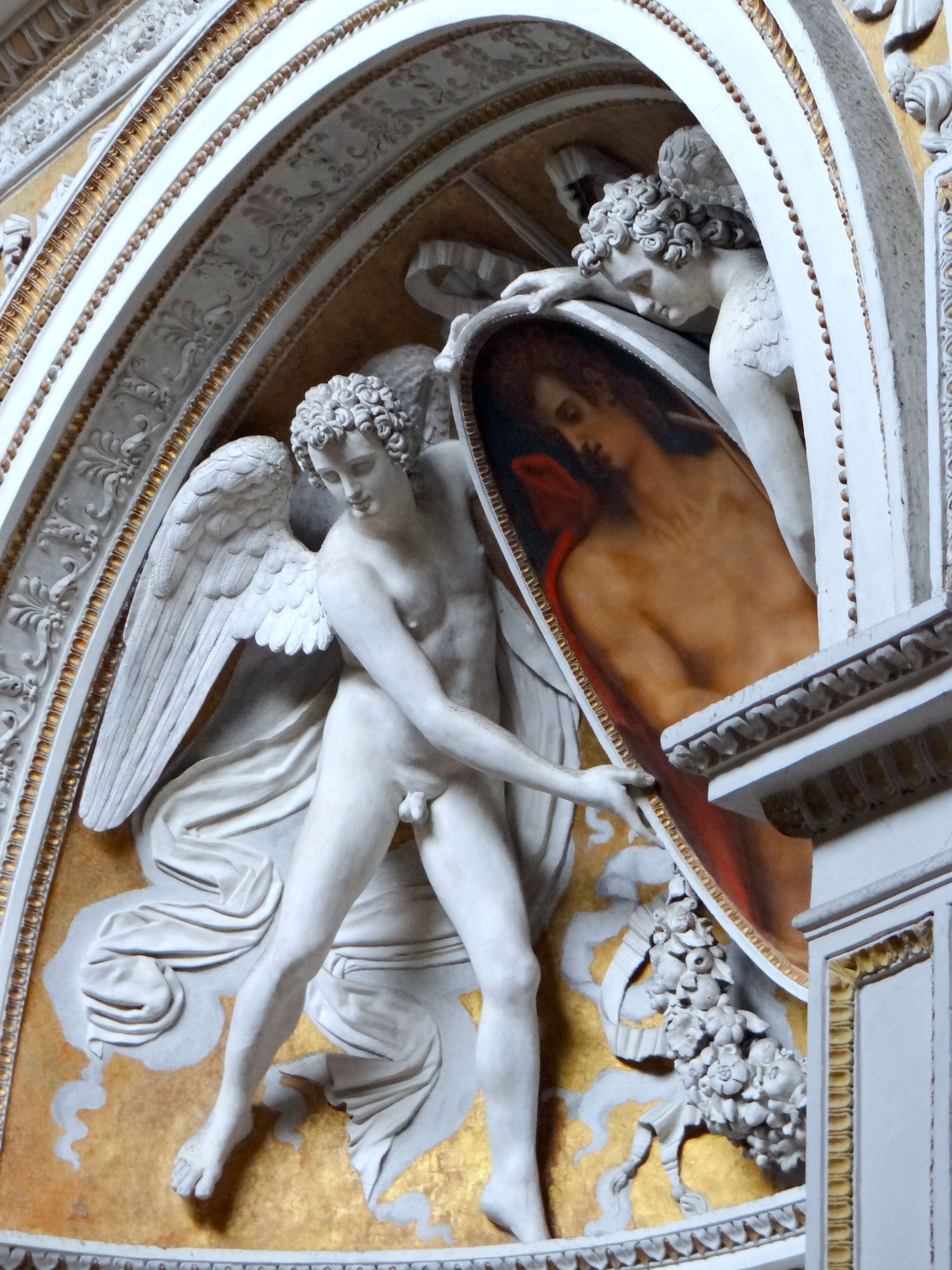
Angeli in stucco bianco con in mano un medaglione di San Giovanni Battista.

Secondo la storica dell'arte Patrizia Tosini, la statua dell'altare è un'opera matura dell'artista e ha aperto una nuova era nella scultura manierista con i suoi tessuti solenni e morbidi, l'atteggiamento proto-classicista, la compostezza e le caratteristiche del chiaroscuro, "ben distanti dalla rigidità e dall'iperbole di i suoi contemporanei ”. Anche l'ambientazione della statua (documentata nella sua forma attuale dalla metà del XVII secolo) in un altare in stile toscano interamente in marmo bianco, evoca più la freddezza di alcuni monumenti funerari del XIX secolo, rispetto alle strutture architettoniche colorate e fantasiose di arte romana della metà del XVI secolo. La statua reca la firma dell'artista sul suo piedistallo: JULIUS MAZZONUS PLACENTINUS PICTOR ET SCULPTOR. Un'iscrizione più evidente sulla base afferma: DIVAE CATHARINAE VIRG ET MART DICATUM ("dedicato a Santa Caterina, vergine e martire"). L'attributo tradizionale del santo, la "ruota spezzata" appare al suo fianco ma lo strumento di tortura è appena percettibile.

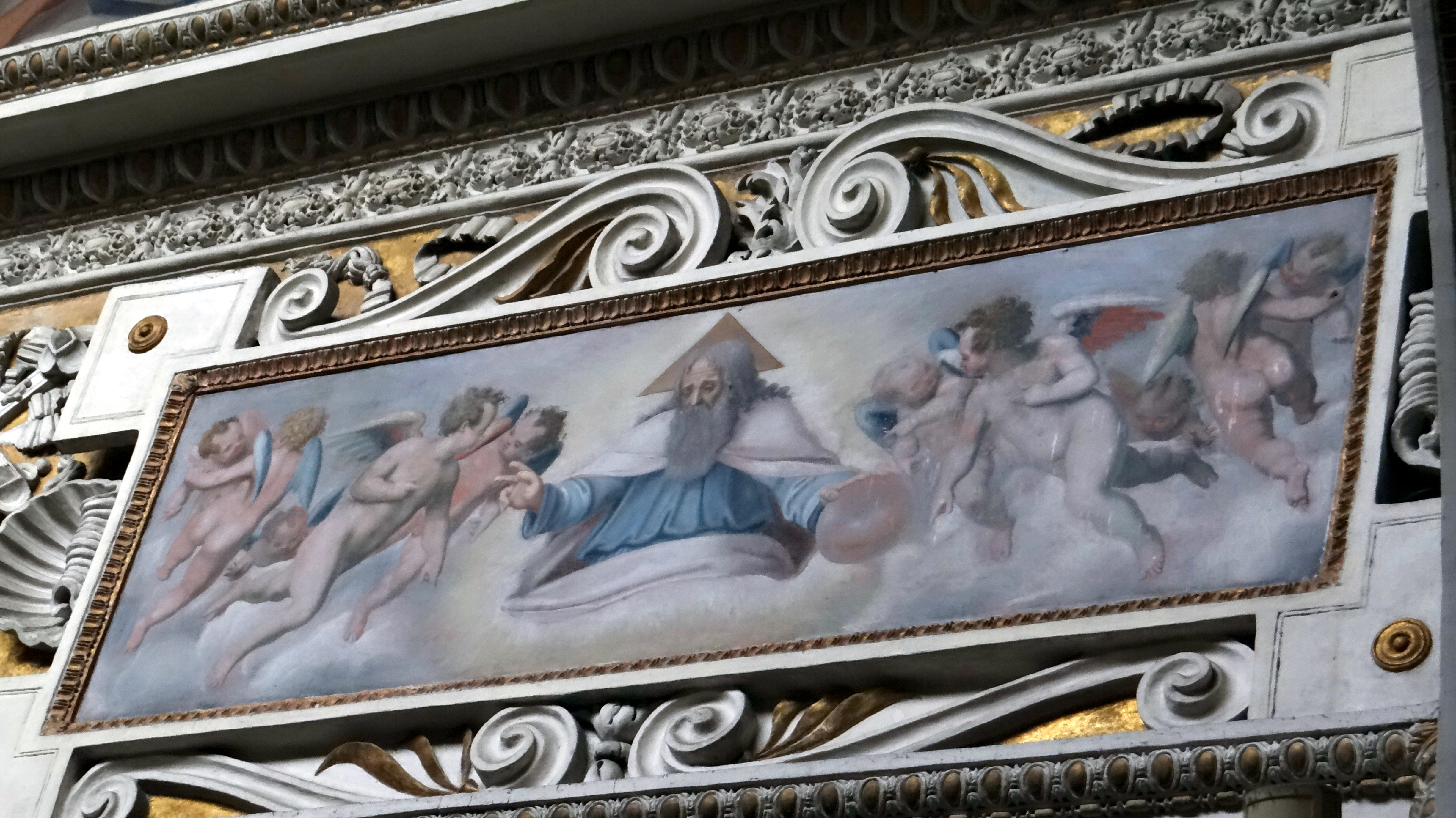
Dio Padre tra gli angeli sulla parete destra.

La volta è divisa in pannelli trapezoidali che sono separati da delicate fasce in stucco bianco e oro di vasi e candelabri. Coppie di delicati angeli in stucco poggiano sui bordi delle lunette negli angoli. I pannelli trapezoidali sono pieni di dipinti dei Quattro Evangelisti con i loro simboli e angeli tradizionali. Nel medaglione centrale appare un angelo con una corona di alloro. San Matteo e San Marco sono accompagnati dai quattro Dottori della Chiesa: Papa Gregorio Magno e Sant'Ambrogio con il primo, Sant'Agostino e San Girolamo con il secondo. Secondo i critici moderni parti significative della decorazione dipinta sono state eseguite da Mazzoni, mentre altri sono contributi del suo laboratorio. La differenziazione è stata resa più difficile da una riverniciatura degli affreschi effettuata nel XVIII secolo (in particolare la figura di San Giovanni Evangelista, la lunetta corrispondente e San Luca).
Esistono diverse interpretazioni per i dipinti nelle tre lunette. L'affresco sul lato destro raffigura senza dubbio l'insegnamento di San Girolamo in un folto gruppo di seguaci. Gli altri due sono semplicemente descritti da Tosini come "Sybils and Prophets", ma Cynthia Stollhans ha proposto una spiegazione più complessa che tiene conto dello sfondo storico e del programma iconografico generale della cappella. Quindi la scena sopra la statua è La disputa di Santa Caterina con i filosofi, l'episodio più famoso della vita della santa quando convinse 50 dei migliori filosofi e oratori pagani sulla verità del cristianesimo. Il dipinto la mostra in una posizione elevata con tre filosofi che leggono libri e sono immersi in una profonda conversazione. Sullo sfondo una coppia di angioletti appare come muse celesti. La scena sopra l'ingresso fu identificata da Stollhans come Insegnamento di Santa Caterina. Questo mostra il santo nel mezzo di un piccolo gruppo di due angeli aiutanti, un uomo e una donna seminuda, tutti intenti nello studio di pergamene. Forse l'affresco raffigura la carceraria incarcerata che converte Porfirio, il capitano della guardia imperiale, un altro episodio ben noto della leggenda d'oro. Le lunette raffigurano sia Santa Caterina che San Girolamo in ruoli simili a insegnanti, predicatori, teologi e mecenati dell'apprendimento.

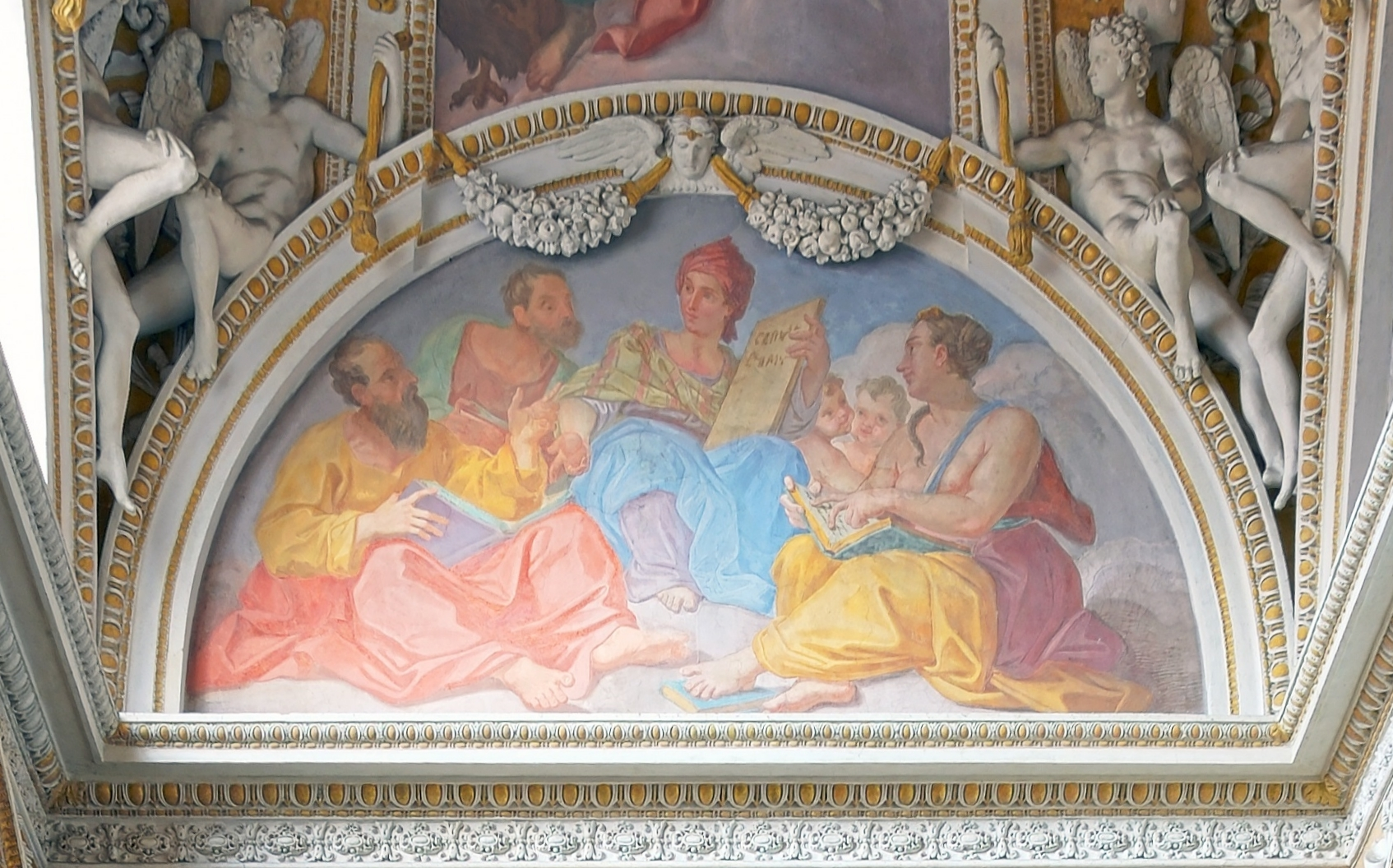
La disputa di Santa Caterina

Le due absidi laterali con medaglioni di SS. Girolamo e Giovanni Battista celebrano i due santi protettori maschili di Girolamo Theodoli. I medaglioni dipinti, decorati con nastri e festoni, sono sostenuti da coppie di angeli in stucco bianco raffigurati come giovani nudi. Con la loro leggerezza ed eleganza, queste statue sono le parti migliori della decorazione a stucco.
Vi sono due grandi dipinti della Vergine dell'Annunciazione e l'Angelo dell'Annunziata sulle pareti laterali: il primo è stato ridipinto da zero da Giacomo Triga all'inizio del XVIII secolo, mentre il secondo è stato ritoccato e ha mantenuto il suo stile tipicamente manierista. Sopra di loro due pannelli più piccoli raffigurano Dio Padre tra gli angeli e la Colomba dello Spirito Santo tra gli angeli.
Un elemento della decorazione è un po' enigmatico: la presenza di due statue in gesso dei Santi Pietro e Paolo, che sono forse le opere di uno degli assistenti di Mazzoni. La loro qualità artistica è visibilmente inferiore alle altre statue in stucco. Le due sculture non hanno alcuna rilevanza iconografica per la dedicazione della cappella e potrebbero essere giustificate alla luce della cappella Cerasi adiacente, che in precedenza era dedicata ai patroni di Roma.
L'ingresso della cappella è chiuso da una ringhiera in ferro battuto. L'arco d'ingresso è molto più basso dell'arco corrispondente del transetto e la sua superficie esterna è decorata dagli stemmi a stucco della nobile famiglia Teodoli. L'intradosso dell'arco è diviso in pannelli e fasce rettangolari con ornamenti floreali e foliati a stucco su sfondo rosso o verde. L'intradosso dell'arco sopra la nicchia poco profonda dell'altare è decorato in modo simile.

## Galleria d'immagini

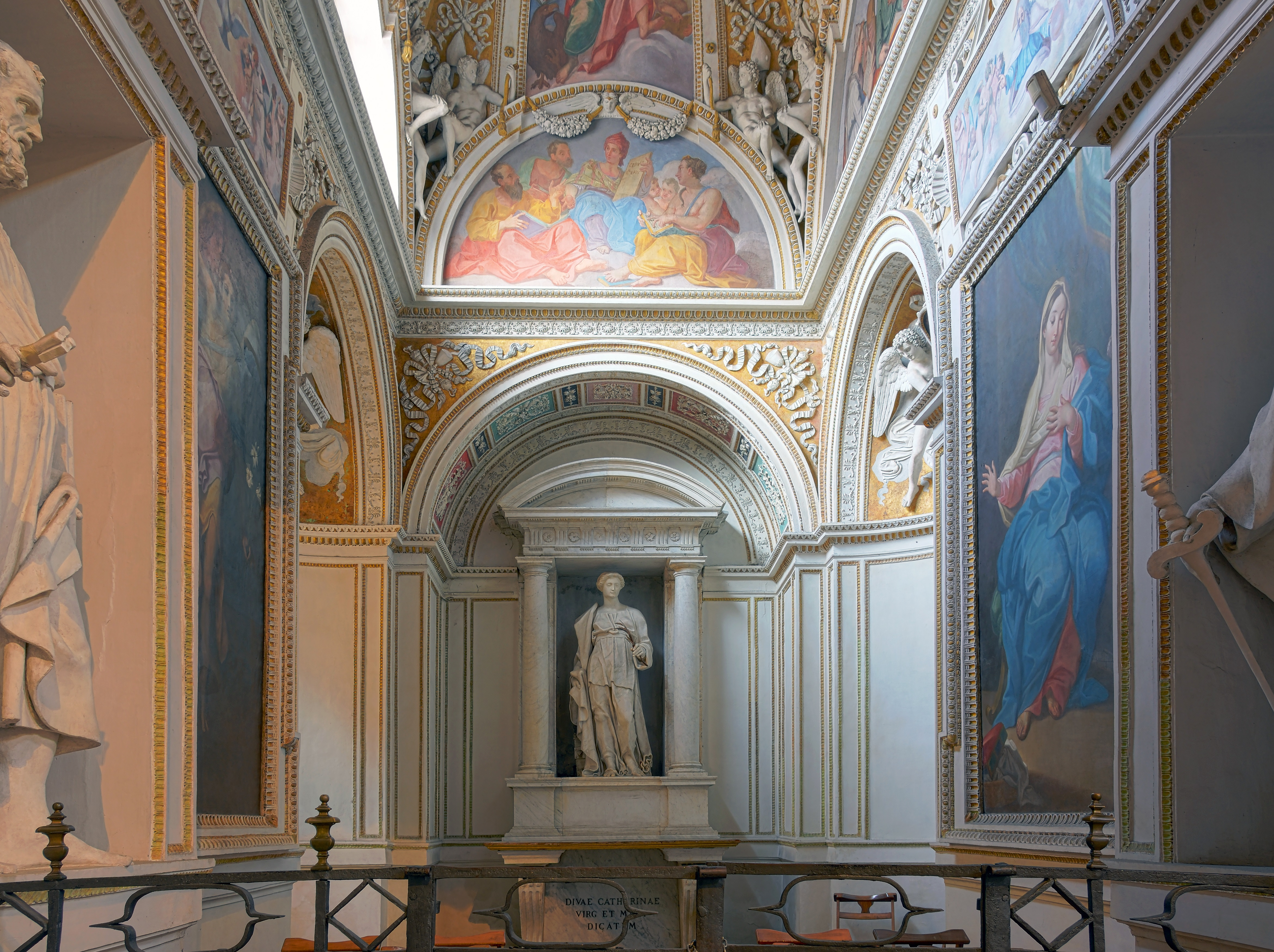
Vista generale
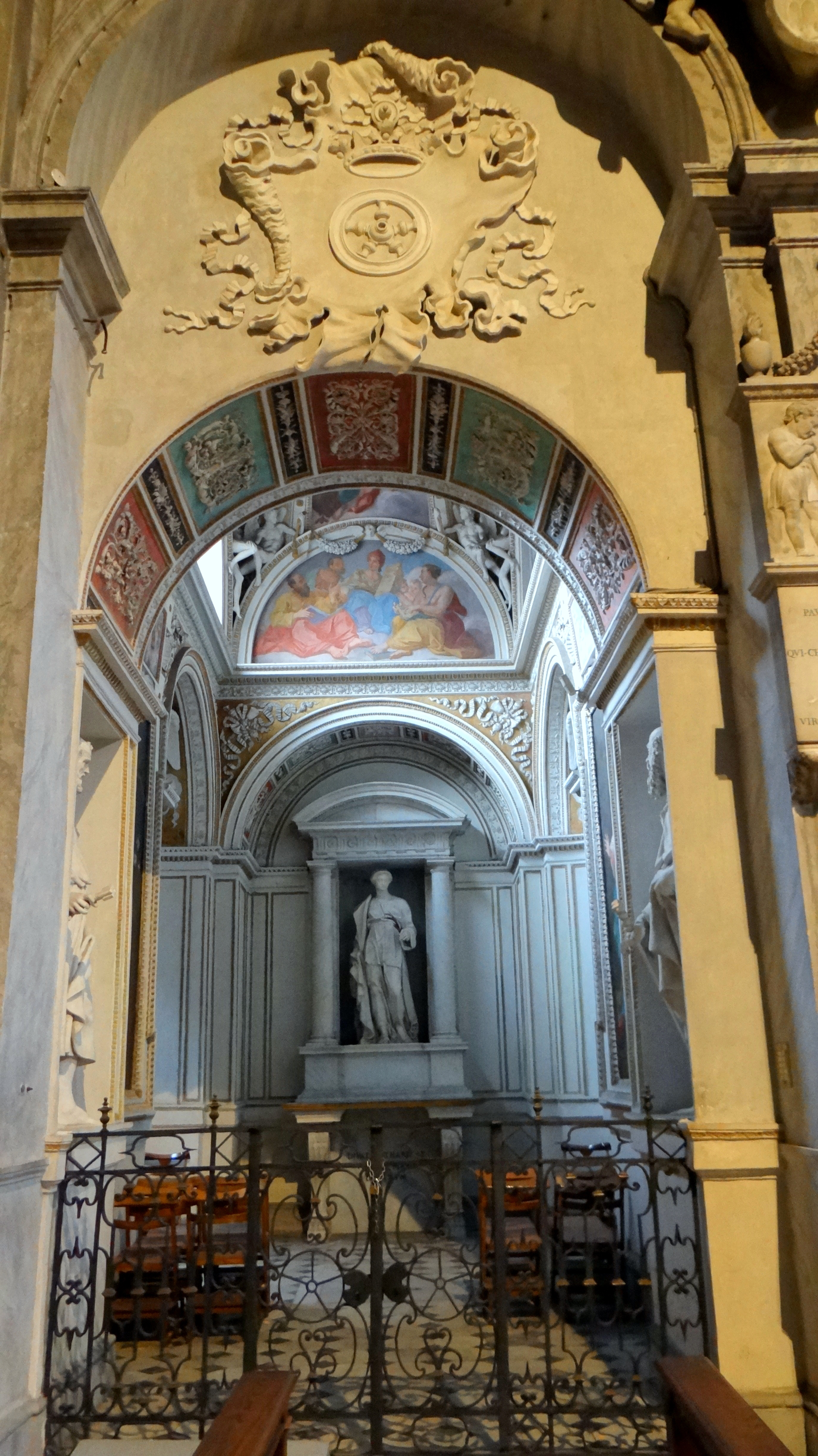
L'arco d'ingresso con lo stemma di Teodoli.
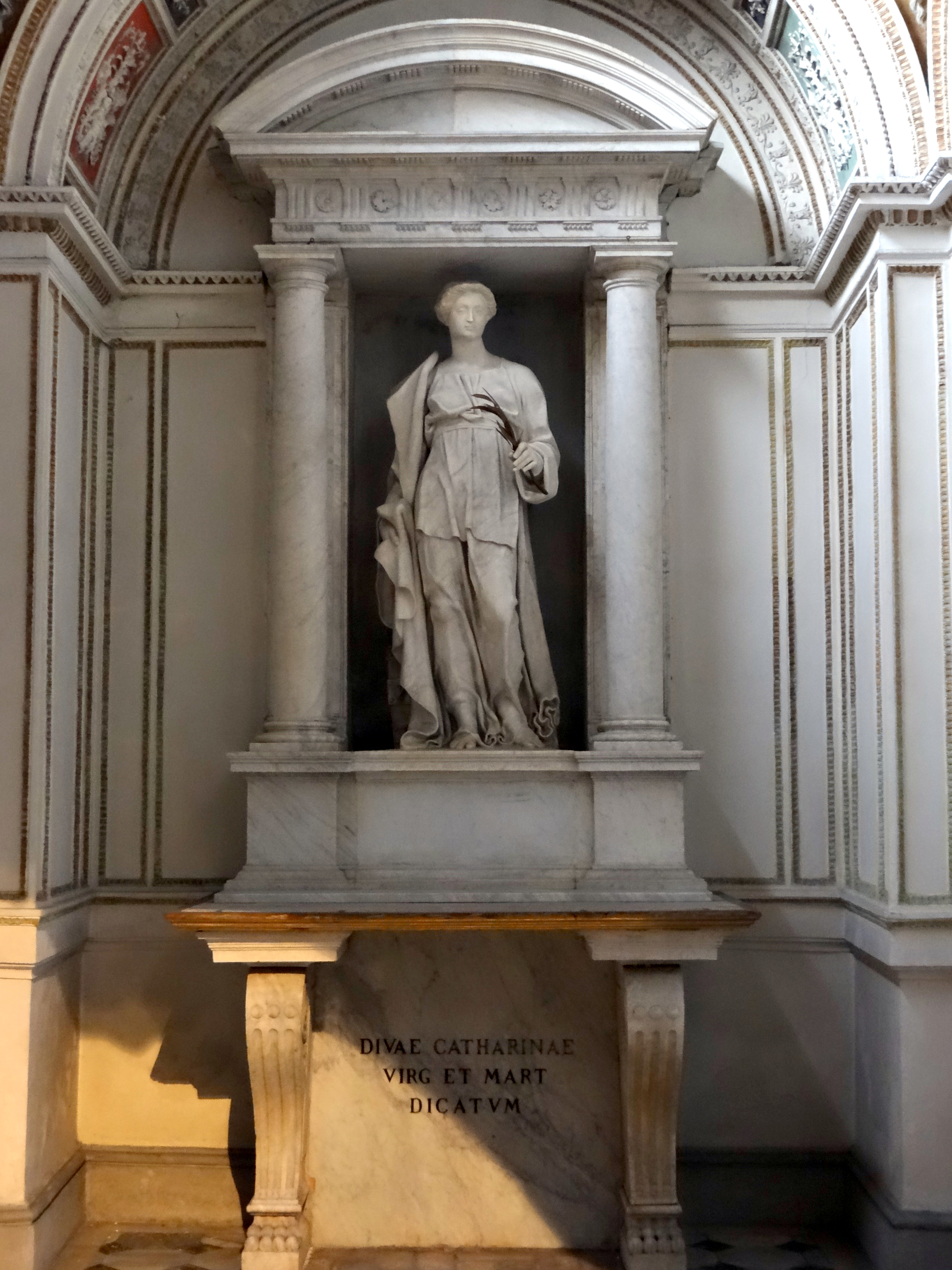
La statua di Santa Caterina.
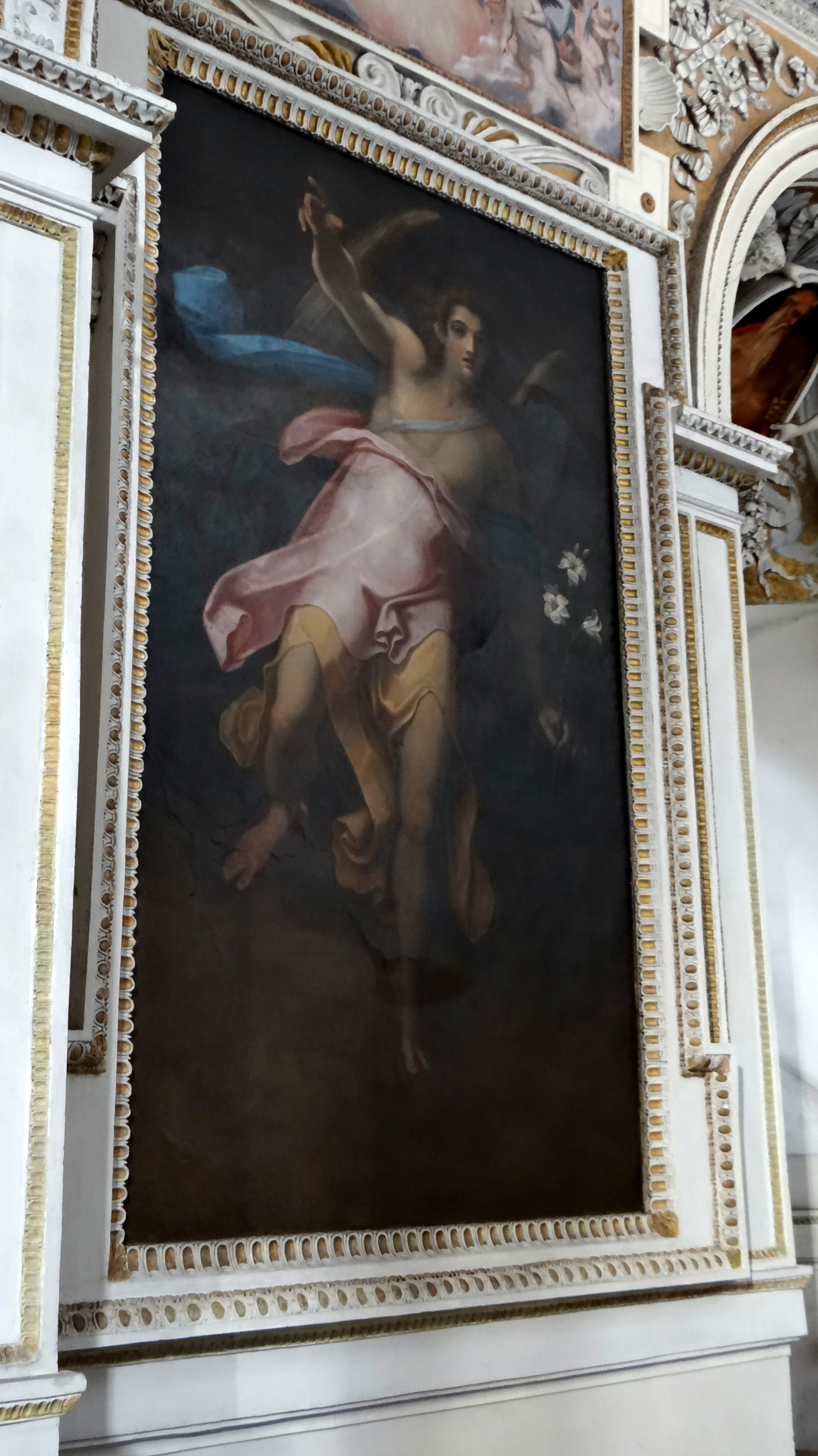
L'angelo dell'Annunciazione di Giulio Mazzoni.
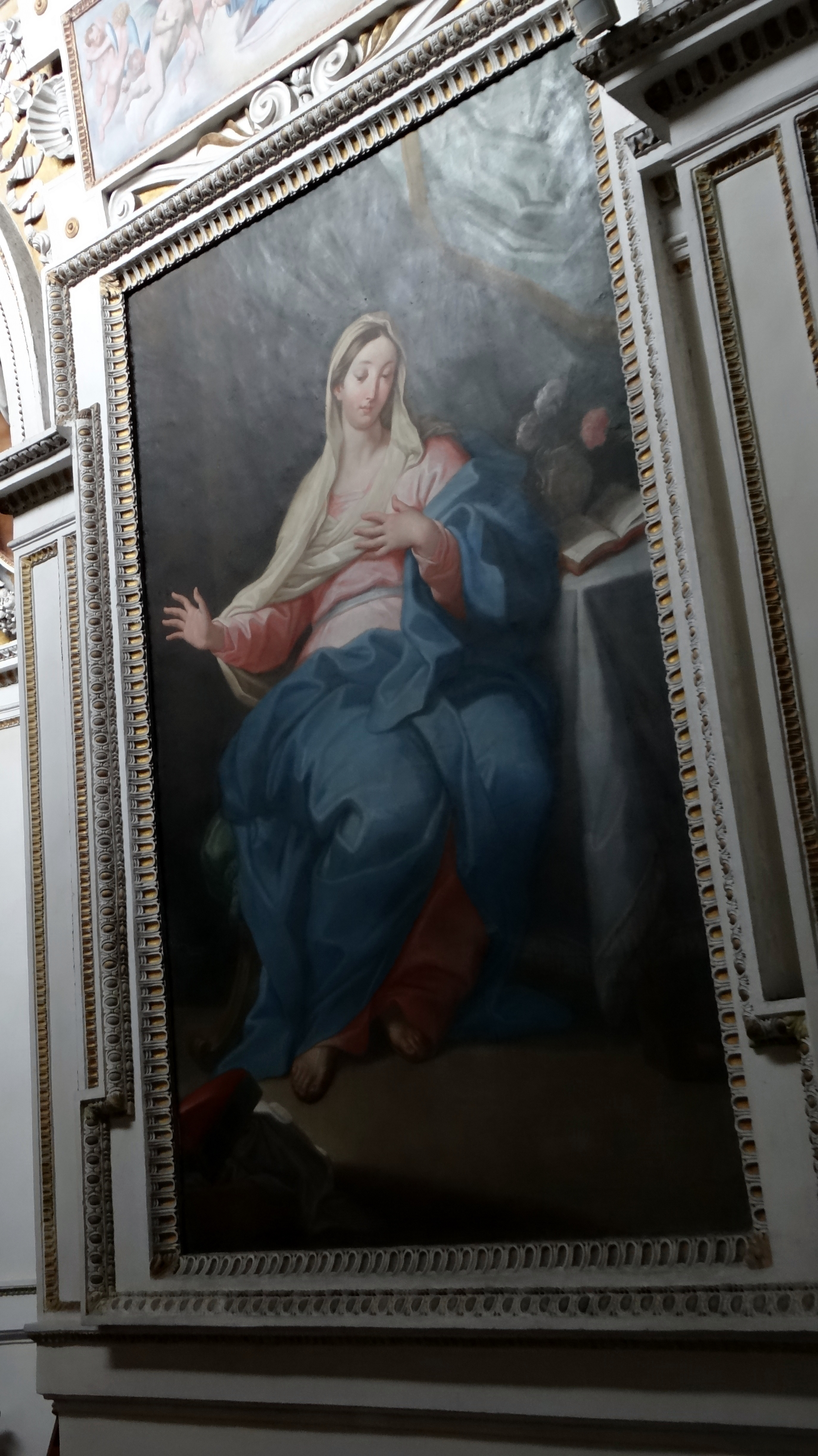
La Vergine dell'Annunciazione di Giacomo Triga.
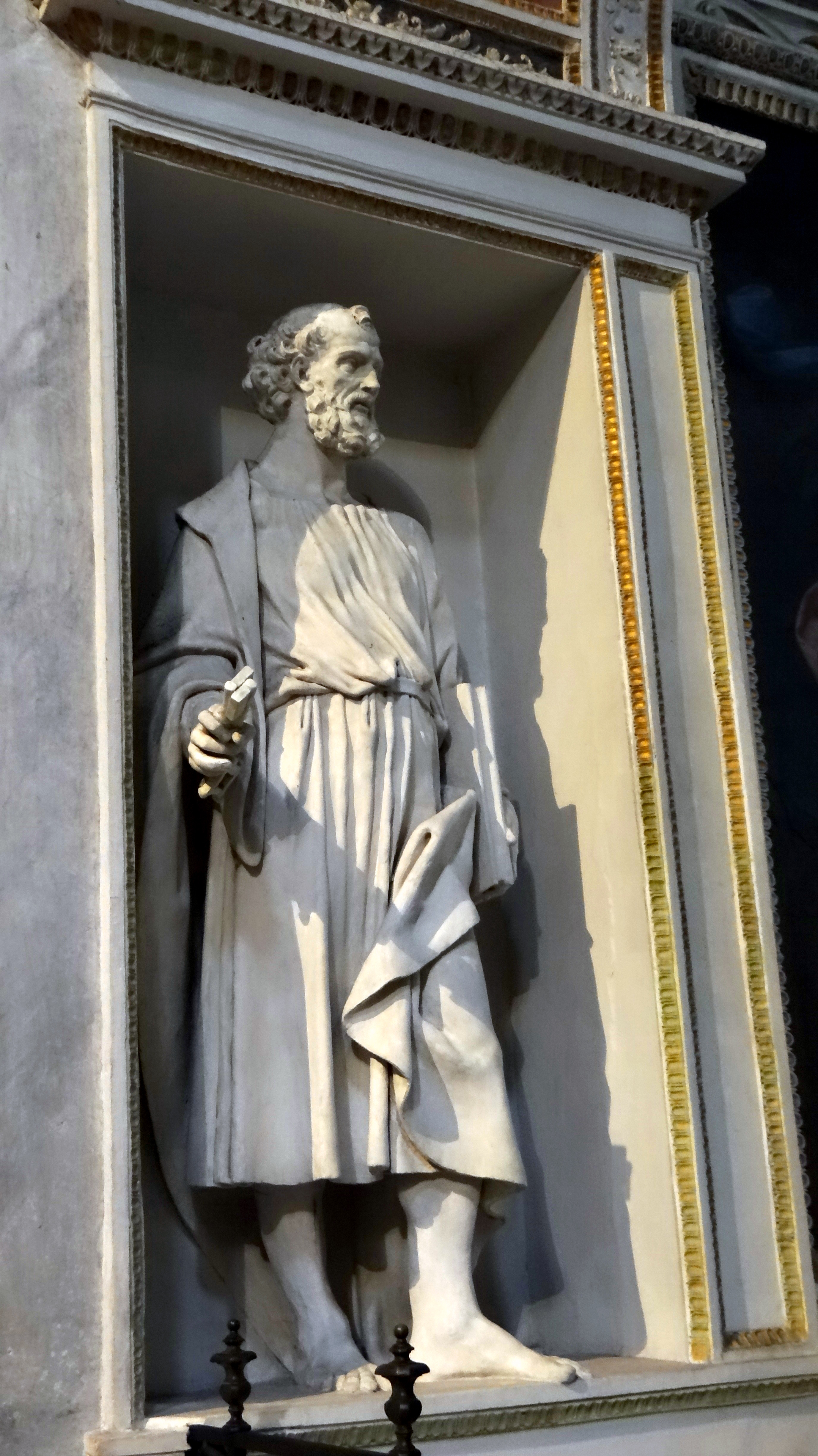
La statua in gesso di San Pietro.
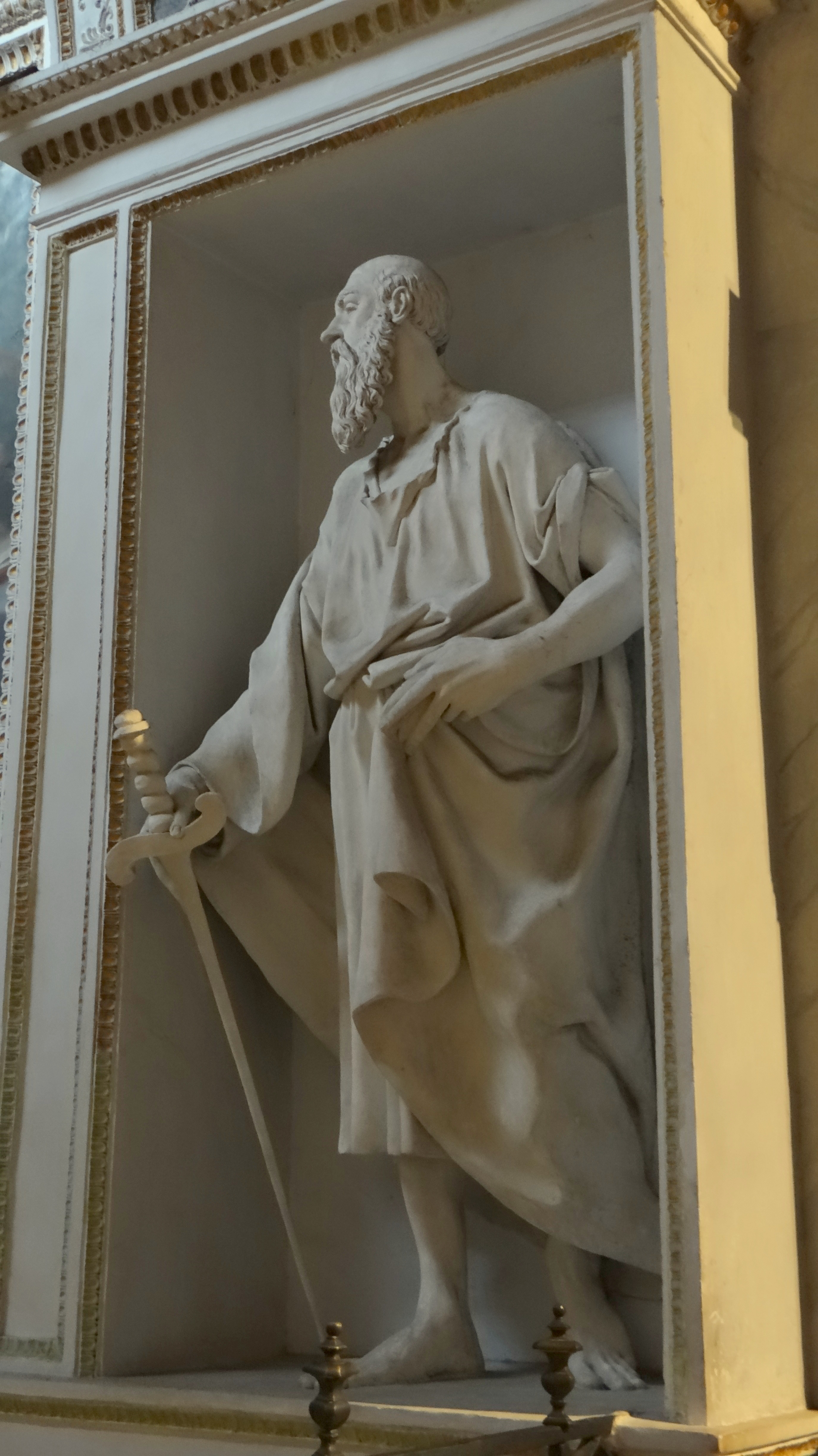
La statua in gesso di San Paolo.